# Аудиторівка
Ауди́торівка — село в Україні, у Великоандрусівській сільській громаді Олександрійського району Кіровоградської області. Населення становить 220 осіб.

## Географія
У селі бере початок річка Суха Березівка.

## Населення
Згідно з переписом УРСР 1989 року чисельність наявного населення села становила 206 осіб, з яких 88 чоловіків та 118 жінок.
За переписом населення України 2001 року в селі мешкало 220 осіб.

### Мова
Розподіл населення за рідною мовою за даними перепису 2001 року:
| Мова       | Відсоток |
| ---------- | -------- |
| українська | 88,64 %  |
| російська  | 11,36 %  |